# VM i håndbold 1954 (mænd)
Verdensmesterskabet i håndbold for mænd 1954 var det andet (indendørs) VM i håndbold. Det blev afholdt i Sverige i perioden 13. – 17. januar 1954.
De seks deltagende nationer spillede først i to grupper med tre hold. De to gruppevindere gik videre til VM-finalen, mens de to toere gik videre til bronzekampen. De to gruppetreere spillede om 5.pladsen.
Sverige blev verdensmester på hjemmebane ved at slå de forsvarende verdensmestre fra Tyskland i finalen. Bronzen gik til Tjekkoslovakiet, der slog Schweiz i bronzekampen. Danmark besatte 5.pladsen med en sejr over Frankrig i placeringskampen.

## Slutrunde

### Indledende runde

#### Gruppe A
| Dato  | Kamp                      | Res.  | Pause | Spillested |
| ----- | ------------------------- | ----- | ----- | ---------- |
| 13.1. | Sverige - Danmark         | 16–80 | 7-5   | Göteborg   |
| 14.1. | Tjekkoslovakiet – Danmark | 18–13 | 9-8   | Jönköping  |
| 15.1. | Sverige – Tjekkoslovakiet | 23–14 | 10-60 | Örebro     |

| Hold            | Kampe | Mål   | Point |
| --------------- | ----- | ----- | ----- |
| Sverige         | 2     | 39-22 | 4     |
| Tjekkoslovakiet | 2     | 32-36 | 2     |
| Danmark         | 2     | 21-34 | 0     |

#### Gruppe B
| Dato  | Kamp                | Res.  | Pause | Spillested   |
| ----- | ------------------- | ----- | ----- | ------------ |
| 13.1. | Tyskland - Frankrig | 27–40 | 12-10 | Kristianstad |
| 14.1. | Frankrig – Schweiz  | 11–11 | 3-2   | Malmö        |
| 15.1. | Tyskland – Schweiz  | 20–90 |       | Lund         |

| Hold     | Kampe | Mål   | Point |
| -------- | ----- | ----- | ----- |
| Tyskland | 2     | 47-13 | 4     |
| Schweiz  | 2     | 20-31 | 1     |
| Frankrig | 2     | 15-38 | 1     |

### Finalekampe
| Dato              | Kamp                      | Res.              | Pause             | Spillested        |
| Kamp om 5.pladsen | Kamp om 5.pladsen         | Kamp om 5.pladsen | Kamp om 5.pladsen | Kamp om 5.pladsen |
| ----------------- | ------------------------- | ----------------- | ----------------- | ----------------- |
| 16.1.             | Danmark - Frankrig        | 23–11             | 9-3               | Växjö             |
| Bronzekamp        |                           |                   |                   |                   |
| 17.1.             | Tjekkoslovakiet - Schweiz | 24–11             | 13-40             | Göteborg          |
| Finale            |                           |                   |                   |                   |
| 17.1.             | Sverige – Tyskland        | 17–14             | 8-5               | Göteborg          |

| Samlet rangering | Samlet rangering |
| ---------------- | ---------------- |
| Guld             | Sverige          |
| Sølv             | Tyskland         |
| Bronze           | Tjekkoslovakiet  |
| 4.               | Schweiz          |
| 5.               | Danmark          |
| 6.               | Frankrig         |

## Kvalifikation
Slutrunden havde plads til seks hold, og Sverige var direkte kvalificeret som værtsland. Det efterlod fem ledige pladser, som ti hold spillede om i kvalifikationen. De ti hold blev parret i fem playoff-opgør, der hver blev afgjort i én kamp. De fem vindere gik videre til slutrunden. Kampene blev spillet i perioden 28. november – 13. december 1953.
| Dato   | Kamp                     | Res.  | Pause | Spillested   |
| ------ | ------------------------ | ----- | ----- | ------------ |
| 28.11. | Vesttyskland – Finland   | 21–10 |       | Neumünster   |
| 9.12.  | Norge – Danmark          | 11–26 | 06-15 | Oslo         |
| 11.12. | Tjekkoslovakiet – Ungarn | 13–80 | 9-3   | Praha        |
| 12.12. | Schweiz – Østrig         | 15–11 |       | Sankt Gallen |
| 13.12. | Frankrig – Spanien       | 23–11 |       | Nantes       |